# Котур-Бурчи
Котур-Бурчи (укр. Котур-Бурчі, крымскотат. Qotur Burçı, Къотур Бурчы) — исчезнувшее селение в Красногвардейском районе Республики Крым. Находилось на востоке района, примерно в 3,5 километрах северо-западнее современного села Зерновое.

## История
Первое документальное упоминание селения встречается в Списке населённых пунктов Крымской АССР по Всесоюзной переписи 17 декабря 1926 года, согласно которому в селе Бурчи, Джага-Шейх-Элинского сельсовета Симферопольского района, числилось 13 дворов, все крестьянские, население составляло 49 человек, все татары (на карте Крыма Крымского Статистического управления 1926 года подписано, как Бурче Селедина). Постановлением КрымЦИКа от 15 сентября 1930 года был вновь создан Биюк-Онларский район (указом Президиума Верховного Совета РСФСР № 621/6 от 14 декабря 1944 года переименованный в Октябрьский), теперь как национальный (лишённый статуса национального постановлением Оргбюро ЦК КПСС от 20 февраля 1939 года) немецкий, в который включили село. Постановлением Президиума КрымЦИКа «Об образовании новой административной территориальной сети Крымской АССР» от 26 января 1935 года был создан немецкий национальный Тельманский район (с 14 декабря 1944 года — Красногвардейский) и село включили в его состав. В последний раз Котур-Бурчи встречается на двухкилометровке РККА 1942 года.